# Yulimar Rojas
Yulimar Andrea Rojas Rodríguez (* 21. Oktober 1995 in Puerto La Cruz) ist eine venezolanische Dreispringerin, die zu Beginn ihrer Karriere auch im Hoch- und Weitsprung an den Start ging. Zu ihren größten Erfolgen im Dreisprung gehören der Gewinn der Goldmedaille bei den Olympischen Spielen 2021 in Tokio, wo sie im letzten Versuch die Weltrekordweite von 15,67 m erreichte, die Silbermedaille bei den Olympischen Spielen 2016 in Rio de Janeiro und der Goldmedaillen bei den Weltmeisterschaften 2017 in London, 2019 in Doha, 2022 in Eugene sowie 2023 in Budapest. Zudem wurde sie dreimal Hallenweltmeisterin und hält mit 15,74 m auch den Weltrekord in dieser Disziplin in der Halle.

## Sportliche Laufbahn
Erste internationale Erfahrungen sammelte Yulimar Rojas bei den Juniorensüdamerikameisterschaften 2011 in Medellín, bei denen sie mit übersprungenen 1,78 m die Goldmedaille im Hochsprung gewann. Im Jahr darauf wurde sie bei den Ibero-Amerikanischen Meisterschaften in Barquisimeto mit 1,75 m Sechste und gewann anschließend bei den U23-Südamerikameisterschaften in São Paulo mit 1,73 m die Bronzemedaille. Anschließend erreichte sie bei den Jugendsüdamerikameisterschaften in Mendoza mit 1,68 m Rang vier. 2013 wurde Rojas Venezolanische Meisterin im Hochsprung und belegte sie bei den Südamerikameisterschaften in Cartagena mit 1,73 m den fünften Platz im Hochsprung sowie mit 6,18 m Rang sieben im Weitsprung. Anschließend gewann sie bei den Panamerikanischen-Juniorenmeisterschaften in Medellín mit 1,76 m die Silbermedaille und wurde mit der venezolanischen 4-mal-100-Meter-Staffel in 46,70 s Vierte. Bei den Juegos Bolivarianos in Trujillo gewann sie mit einer Höhe von 1,76 m ebenfalls Silber und wurde mit einer Weite von 5,87 m Sechste im Weitsprung. 2014 siegte sie bei den Südamerikaspielen in Santiago de Chile mit 1,79 m. Anschließend erreichte sie bei den Juniorenweltmeisterschaften in Eugene mit 5,81 m Elfte im Weitsprung und schied im Dreisprung mit 12,99 m in der Qualifikation aus. Es folgte der Sieg mit 6,53 m im Weitsprung beim Panamerikanischen Sportfestival in Mexiko-Stadt und den beiden Goldmedaillen im Weit- und Dreisprung bei den U23-Südamerikameisterschaften in Montevideo. Zum Ende der Saison wurde sie bei den Zentralamerika- und Karibikspielen in Xalapa in beiden Bewerben jeweils Vierte.
2015 siegte sie mit 14,14 m bei den Südamerikameisterschaften in Lima und belegte mit 6,20 m den vierten Platz im Weitsprung. Anschließend wurde sie bei den Panamerikanischen Spielen in Toronto mit 14,37 m Vierte im Dreisprung sowie mit einer Weite von 6,36 m Elfte im Weitsprung. Im Oktober gewann sie bei den Militärweltspielen im südkoreanischen Mungyeong mit 13,82 m die Silbermedaille und belegte im Hoch- und Weitsprung die Ränge vier und acht. 2016 überraschte sie mit dem Gewinn der Goldmedaille bei den Hallenweltmeisterschaften in Portland, bei denen sie sich mit 14,41 m gegen die Deutsche Kristin Gierisch durchsetzte. Sie qualifizierte sich zudem auch für die Olympischen Spiele in Rio de Janeiro, bei denen sie sich mit 14,98 m im Finale nur der Kolumbianerin Caterine Ibargüen geschlagen geben musste. 2017 verlor sie überraschend auch ihren Titel bei den Südamerikameisterschaften in Luque an die Brasilianerin Núbia Soares. Jedoch siegte sie anschließend bei den Weltmeisterschaften in London mit einer Weite von 14,91 m im Finale und gewann damit zum ersten Mal eine Goldmedaille für Venezuela bei diesen Titelkämpfen. Im Jahr darauf verteidigte sie bei den Hallenweltmeisterschaften in Birmingham mit 14,63 m ihren Titel erfolgreich, bestritt aber die gesamte Saison hinweg keine Wettkämpfe mehr.
2019 sprang sie im Februar in Madrid mit 14,92 m einen neuen Hallensüdamerikarekord. Im Freien stieg sie erst im Juni in die Saison ein, stellte dann in Huelva aber sogleich einen neuen Landesrekord von 15,06 m auf. Bei den Panamerikanische Spielen in Lima verbesserte sie diesen mit 15,11 m ein weiteres Mal und gewann damit die Goldmedaille. Sie war damit die große Favoritin für die Weltmeisterschaften in Doha, bei denen sie im Finale mit eindrucksvollen 15,37 m die Konkurrenz deklassierte. Am 21. Februar 2020 verbesserte Rojas in Madrid den seit 2004 von der Russin Tatjana Lebedewa gehaltenen Hallenweltrekord im Dreisprung um sieben Zentimeter auf 15,43 m. Mitte Mai näherte sie sich in Spanien mit 15,43 m bereits knapp der Weltrekordmarke von 15,50 m und siegte daraufhin mit einem Sprung auf 15,15 m bei der Doha Diamond League und siegte anschließend mit 15,34 m beim Meeting Madrid. Beim Herculis musste sie sich trotz der besten Tagesweite im Stechen mit Rang zwei begnügen. Anfang August gewann Rojas die Dreisprungkonkurrenz bei den Olympischen Spielen in Tokio mit der Weltrekordmarke von 15,67 m, als sie im letzten Versuch die alte Bestmarke der Ukrainerin Inessa Krawez von 1995 in Göteborg übersprang. Nach den Spielen siegte sie mit 15,56 m bei der Athletissima und entschied auch das Finale der Diamond League bei Weltklasse Zürich mit 15,48 m für sich.
Im März 2022 sprang sie in Madrid mit 15,41 m knapp an ihren eigenen Hallenweltrekord heran und startete als Topfavoritin bei den Hallenweltmeisterschaften in Belgrad und siegte dort überlegen mit neuer Weltrekordweite von 15,74 m und sicherte sich damit ihre dritte Goldmedaille in Folge in dieser Disziplin. Im Juli gewann sie bei den Weltmeisterschaften in Eugene mit Weltjahresbestleistung von 15,47 m im Finale ihren dritten Weltmeistertitel in Folge. Anschließend siegte sie mit 15,01 m beim Herculis sowie mit 15,31 m bei der Athletissima und fixierte mit ihrem Sieg bei Weltklasse Zürich mit 15,28 m ihren zweiten Gesamtsieg der Diamond League. Im Jahr darauf siegte sie mit 14,91 m bei den Bislett Games sowie anschließend mit 15,16 m bei den Zentralamerika- und Karibikspielen in San Salvador. Daraufhin siegte sie mit 15,18 m beim Memoriał Kamili Skolimowskiej und siegte dann im August bei den Weltmeisterschaften in Budapest mit einer Weite von 15,08 m im letzten Versuch zum vierten Mal in Folge und zählt damit zu den erfolgreichsten Athletinnen bei Weltmeisterschaften. Von den Athletinnen, die nicht an Laufbewerben starten, konnten bisher nur die neuseeländische Kugelstoßerin Valerie Adams sowie die US-Amerikanerinnen Jackie Joyner-Kersee und Brittney Reese ebenfalls viermal einen WM-Titel gewinnen. Ende August siegte sie mit 15,16 m bei Weltklasse Zürich.
Rojas’ Lebensmittelpunkt liegt inzwischen in Barcelona, wo sie für Leichtathletikabteilung des FC Barcelona startet. Ihr Trainer ist der frühere Weitsprungweltmeister und Olympiasieger Iván Pedroso.
Im Oktober 2023 wurde sie als eine von elf Sportlerinnen für die Auszeichnung als Welt-Leichtathletin des Jahres 2023 nominiert.
Bei der Eröffnungsfeier der Olympischen Sommerspiele 2024 in Paris war sie gemeinsam mit dem Gewichtheber Julio Mayora Fahnenträgerin ihrer Nation, nahm jedoch nicht an den Wettkämpfen teil.

## Persönliche Bestleistungen
- Hochsprung: 1,87 m, 5. April 2013 in Barquisimeto
- Weitsprung: 6,88 m (+1,4 m/s), 13. Juni 2021 in La Nucia (venezolanischer Rekord)
  - Weitsprung (Halle): 6,81 m, 17. Februar 2022 in Liévin (venezolanischer Rekord)
- Dreisprung: 15,67 m (+0,7 m/s), 1. August 2021 in Tokio (Weltrekord)
  - Dreisprung (Halle): 15,74 m, 20. März 2022 in Belgrad (Weltrekord)

## Privates
Rojas outete sich als lesbisch. Sie ist eine Aktivistin für LGBT-Rechte in Venezuela und für soziale Toleranz gegenüber Homosexuellen im Sport.